# Novés (Huesca)
Novés ist ein spanischer Ort in den Pyrenäen in der Provinz Huesca der Autonomen Gemeinschaft Aragonien. Novés ist ein nordwestlich gelegener Ortsteil der Gemeinde Jaca. Das Dorf mit 32 Einwohnern im Jahr 2015 liegt auf 815 Meter Höhe.

## Sehenswürdigkeiten
- Pfarrkirche